# Йегуновце
Йегуновце или Йегуновци (срещат се и нейотирани форми Егуновце/Егуновци), старо име Гиновци (на македонска литературна норма: Јегуновце; на албански: Jegunoci, Йегуноци), е село в Северна Македония, център на община Йегуновце.

## География
Разположено е Тетовското поле в областта Долни Полог на левия бряг на Вардар.

## История
На 3 km североизточно е късноантичната и средновековна крепост Градище.
В края на XIX век Йегуновце е българско село в Тетовска каза на Османската империя. Според статистиката на Васил Кънчов („Македония. Етнография и статистика“) в 1900 година Егуновце има 110 жители българи християни.
По данни на секретаря на Българската екзархия Димитър Мишев („La Macédoine et sa Population Chrétienne“) в 1905 година всичките 192 християнски жители на Егуновци са българи екзархисти.
Според Афанасий Селишчев в 1929 година Егуновце е село в Шемшевска община и има 29 къщи с 332 жители българи и албанци.
Според преброяването от 2002 година Йегуновце има 846 жители.
| Националност | Всичко |
| македонци    | 804    |
| албанци      | 0      |
| турци        | 0      |
| роми         | 21     |
| власи        | 0      |
| сърби        | 13     |
| бошняци      | 0      |
| други        | 8      |